# Tao Tsuchiya
Tao Tsuchiya (土屋 太鳳?, Tsuchiya Tao; Tokyo, 3 febbraio 1995) è un'attrice, ballerina e modella giapponese.

## Biografia
Ha una sorella maggiore di tre anni, Honoka, che lavora come modella, e un fratello minore di un anno, Shinba, che è un attore e doppiatore.
È stata scelta tra le oltre duemila ragazze che hanno fatto l'audizione per il ruolo di Mare Tsumura nel dorama Mare della televisione pubblica giapponese NHK. Nel 2018 ha condotto la 60ª edizione dei Japan Record Award.

### Vita privata
Il 1º gennaio 2023, ha annunciato su Instagram di aver sposato il cantante e attore Ryota Katayose, con cui ha recitato nel film del 2017 Ani ni aisaresugite komattemasu, contemporaneamente annunciano la gravidanza del loro primo figlio, il 29 agosto 2023 hanno annunciato la nascita del figlio.

## Filmografia

### Cinema
- Tokyo Sonata (トウキョウソナタ?), regia di Kiyoshi Kurosawa (2008)
- Tsurikichi Sanpei (釣りキチ三平?), regia di Yōjirō Takita (2009)
- Ultraman Zero The Movie: Super Deciding Fight! The Belial Galactic Empire (ウルトラマンゼロ THE MOVIE 超決戦！ベリアル銀河帝国?), regia di Yūichi Abe (2010)
- Nichirin no isan (日輪の遺産?) (2011)
- Suzuki sensei (映画 鈴木先生?) (2013)
- Arcana (アルカナ?), regia di Yoshitaka Yamaguchi (2013)
- Seki seki ren ren (赤々煉恋?), regia di Kazuya Konaka (2013)
- Rurouni Kenshin: Kyoto Inferno (る ろ う に 心 編 編 ?), regia di Keishi Ōtomo (2014)
- Rurouni Kenshin: The Legend Ends (ろ う に 心 心 編 編 編?), regia di Keishi Ōtomo (2014)
- Jinroh gemu bisutosido (人狼ゲーム ビーストサイド?), regia di Izuru Kumasaka (2014)
- Orange (オレンジ?), regia di Kōjirō Hashimoto e Hiroyuki Igoshi (2015)
- Toshokan sensō: The Last Mission (図書館戦争-THE LAST MISSION-?), regia di Shinsuke Satō (2015)
- Aozora yell (青空エール?), regia di Takahiro Miki (2016)
- P to JK (PとJK?), regia di Ryūichi Hiroki (2017)
- Tori Girl (トリガール！?), regia di Tsutomu Hanabusa (2017)
- Ani ni aisaresugite komattemasu (兄に愛されすぎて困ってます?), regia di Hayato Kawai (2017)
- 8 nen goshi no hanayome (8年越しの花嫁?), regia di Takahisa Zeze (2017)
- Tonari no kaibutsu-kun (となりの怪物くん?), regia di Sho Tsukikawa (2018)
- Kasane (累 ―かさね―?), regia di Yūichi Satō (2018)
- Haru matsu bokura (春待つ僕ら?), regia di Yuichiro Hirakawa (2018)
- Nanatsu no kaigi (七つの会議?), regia di Katsuo Fukuzawa (2019)
- Food Luck! Shaun (フード・ラック!食運?), regia di Jimon Terakado (2020)
- Aishu Cinderella (哀愁しんでれら?), regia di Ryohei Watanabe (2021)
- Rurouni Kenshin: The Final (るろうに剣心 最終章 The Final?), regia di Keishi Ōtomo (2021)
- Honeko Akabane's Bodyguards (赤羽骨子のボディガード?), regia di Junichi Ishikawa (2024)[7]

### Televisione
- Ryōmaden (龍馬伝?) – serie TV, (2010)
- Ohisama (おひさま?) – serie TV, (2011)
- Ouran High School Host Club (桜蘭高校ホスト部?) – serie TV, (2011)
- Suzuki sensei (鈴木先生?) – serie TV, (2011)
- Ultraman retsuden (ウルトラマン列伝?) – serie TV, (2012)
- Chūshingura: sono gi sono ai (忠臣蔵~その義その愛~?) – serie TV, (2012)
- Kuro no onna kyoushi (黒の女教師?) – serie TV, (2012)
- Limit (リミット?) – serie TV, (2013)
- Mayonaka no panya-san (真夜中のパン屋さん?) – serie TV, (2013)
- Konya wa kokoro dake daite (今夜は心だけ抱いて?) – serie TV, (2014)
- Hanako to An (花子とアン?) – serie TV, (2014)
- Mare (まれ?) – serie TV, (2015)
- Shitamachi rocket (下町ロケット?) – serie TV, (2015)
- Toshokan sensō Book Of Memories (図書館戦争 BOOK OF MEMORIES?) – film TV, (2015)
- 3 Beautiful Lies – serie TV, (2016)
- Kakko no tamago wa dare no mono (カッコウの卵は誰のもの?) – serie TV, (2016)
- Omukae desu (お迎えデス。?) – serie TV, (2016)[8]
- IQ246 Karei naru jikenbo (IQ246 華麗なる事件簿?) – serie TV, (2016)
- Ani ni aisaresugite komattemasu (兄に愛されすぎて困ってます?) – serie TV, (2017)
- Chia dan (チア☆ダン?) – serie TV, (2018)
- Shitamachi rocket (下町ロケット?) – serie TV, (2018)
- Suna no utsuwa (砂の器?) – film TV, (2019)
- Yakusoku no suteji: Ji o kakeru futari no uta (約束のステージ ～時を駆けるふたりの歌～?) – film TV, (2019)
- Tetsu no hone (鉄の骨?) – serie TV, (2020)
- Alice in Borderland (今際の国のアリス?) – serie TV, (2020-in corso)

### Doppiaggio
- Satoru Fujinuma (da bambino) in Erased (2016)
- Félicie in Ballerina (2016)
- Hailee Steinfeld in Bumblebee (2018)

## Discografia

### Singoli
- 2017 – Fēlicies
- 2018 – Anniversary (con Takumi Kitamura)

## Videografia
- 2016 – Sia - Alive
- 2017 – GReeeeN - Dream
- 2019 – Lang Lang -  Classical Music Mashup

## Riconoscimenti
- Awards of the Japanese Academy
  - 2016 – Newcomer of the Year per Orange[9]
- 'Elan d'or Awards
  - 2016 – Newcomer of the Year
- Hochi Film Award
  - 2016 – Candidatura come Best New Artist[10]
- Awards of the Japanese Academy
  - 2018 – Candidatura come Best Actress per 8 nen goshi no hanayome[11]
- Nikkan Sports Film Awards
  - 2018 – Candidatura come Best Actress per 8 nen goshi no hanayome[12]

## Doppiatrici italiane
Nelle versioni in italiano nelle opere in cui ha recitato, Tao Tsuchiya è stata doppiata da:
- Erica Laiolo in Alice in Borderland